# Pleuraphodius kaokoveldensis
Pleuraphodius kaokoveldensis är en skalbaggsart som beskrevs av S. Endrödi 1991. Pleuraphodius kaokoveldensis ingår i släktet Pleuraphodius och familjen Aphodiidae. Inga underarter finns listade i Catalogue of Life.